# Miraculous, le film
Miraculous, le film (alternatieve titel: Miraculous: Awakening; Nederlands: Ladybug & Cat Noir: de film) is een Franse computer-geanimeerde film uit 2023, geregisseerd en mede geschreven door Jeremy Zag, gebaseerd op de televisieserie Miraculous: Les Aventures de Ladybug et Chat Noir.

## Verhaal
De jonge tieners Marinette en Adrien wonen in Parijs. Marinette is een onhandig schuchter meisje dat ervan droomt ooit mode te gaan ontwerpen. Als de galante Adrien leerling wordt aan haar middelbare school, valt ze al de eerste dag als een blok voor hem maar het populaire fotomodel heeft dat niet in de gaten. Hij is depressief omdat zijn moeder overleden is en hij weinig troost of vrijheid krijgt van zijn afstandelijke vader, de modeontwerper Gabriel Agreste. Hij weet niet dat zijn vader een magisch juweel verworven heeft, de miraculous van de vlinder die de houder in staat stelt anderen superkrachten te geven. Die wil dat juweel gebruiken om zijn vrouw weer tot leven te wekken maar Nooroo, het wezen of kwami waarvan het juweel de belichaming is, vertelt hem dat hij daarvoor twee andere miraculouses moet beheersen, die van de schepping en vernietiging. Hun combinatie verschaft de Ultieme Kracht die zelfs de dood kan overwinnen. Die machtigste juwelen zullen echter alleen geactiveerd worden als de wereld bedreigd wordt door chaos. Zijn vader zaait daarop chaos door een superschurk te scheppen met een duivelse vlinder, een akuma die mensen tot het kwaad brengt door hun negatieve emoties uit te buiten. 
Meester Fu, de bewaker van de "wonderdoos", de toegang tot een parallel universum waarin de kwami's van de miraculouses meestal verblijven, laat nu de miraculouses van schepping en vernietiging los, respectievelijk een paar oorknopjes en een ring. Marinette redt met gevaar voor eigen leven dat van Meester Fu. De kwami van de miraculous van schepping, Tikki, besluit dat ze haar nieuwe houdster moet worden en verleidt Marinette de oorknopjes in te doen. In een duet met de verbijsterde Marinette verhaalt Tikki hoe ze door de eonen heen steeds de dapperste vrouwen gerekruteerd heeft voor de eeuwige strijd op leven en dood tegen het kwaad. Tegen de wil van de angstige Marinette in versmelt Tikki met haar en verandert haar in de gemaskerde superheldin Ladybug, die een rood pak draagt met zwarte stippen en de kracht heeft superschurken weer in normale mensen te veranderen door hun akuma te vangen en van het kwaad te bevrijden. Op haar eerste opdracht treft ze Adrien die door de kwami van vernietiging, Plaag, met de ring veranderd is in de eveneens gemaskerde superheld Cat Noir, gekleed als een zwarte kat en met de kracht ieder object te laten vergaan. Beiden ontdekken elkaars geheime identiteit niet, het centrale thema van de televisieserie. Cat Noir wordt smoorverliefd op Ladybug als die bij het neutraliseren van de superschurk zijn leven redt. Dat geeft weer zin aan zijn bestaan.
Meester Fu maant de jonge helden steeds gezamenlijk strijd te leveren, zodat hun krachten elkaar versterken, omdat anders het kwaad zal overwinnen. Marinette is echter nogal aangeslagen door de ervaring en weigert nog de gedaante van Ladybug aan te nemen. Gabriel Agreste versmelt nu met Nooroo en neemt de identiteit aan van de demonische Havikmot (le Papillon). Hij laat een hele serie superschurken los op Parijs. Als het leven van haar beste vriendin Alya bedreigd wordt, vraagt Marinette aan Tikki om haar weer in Ladybug te veranderen. Samenwerkend met Cat Noir verslaat en bevrijdt ze hierna iedere superschurk die Havikmot kan bedenken. In het dagelijks leven overwint ze grotendeels haar onhandigheid. Geleidelijk krijgt ze meer contact met Adrien.
Op een avond verklaart Cat Noir zijn liefde aan Ladybug. Hoewel die gecharmeerd is van haar dierbare strijdmakker wijst ze hem af omdat ze van Adrien houdt. De volgende dag vraagt Marinette Adrien haar te begeleiden naar het decemberbal. Zijn hart gebroken door Ladybug, kan die daar niet op in gaan. Marinette is bitter teleurgesteld en weet niet hoe haar verdere leven nog vorm te geven. Intussen is ook Havikmot wanhopig. Hij verandert zichzelf in een superschurk door een akuma in zijn hart te ontvangen en begint heel Parijs te verwoesten, weldra een brandende ruïne. In een directe confrontatie met Ladybug en Cat Noir, die door hun verstoorde relatie niet effectief samenwerken, verovert hij de oorknopjes. Hij staat op het punt ook de ring te nemen als hij en Marinette ontdekken dat de halfdode Cat Noir zijn eigen zoon is. Overmand door berouw verwerpt hij het kwaad en verandert weer in een normaal mens. Ladybug ontdekt dat ze met haar kracht van de schepping alle schade weer kan herstellen. Op het decemberbal onthult ze, gekleed in een prachtige zelf ontworpen cochenillerode jurk, haar geheime identiteit aan Cat Noir die trouw op haar gewacht heeft. Het besef dat hij Cat Noir is, heeft haar liefde voor Adrien niet verminderd en Marinette ziet nu in diens betraande ogen dat ze evenveel liefde oproept als Ladybug. Beiden omhelzen elkaar voor een zoen. Deze hele ontknoping verschilt fundamenteel van de afloop van seizoen vijf van de televisieserie.

## Stemverdeling

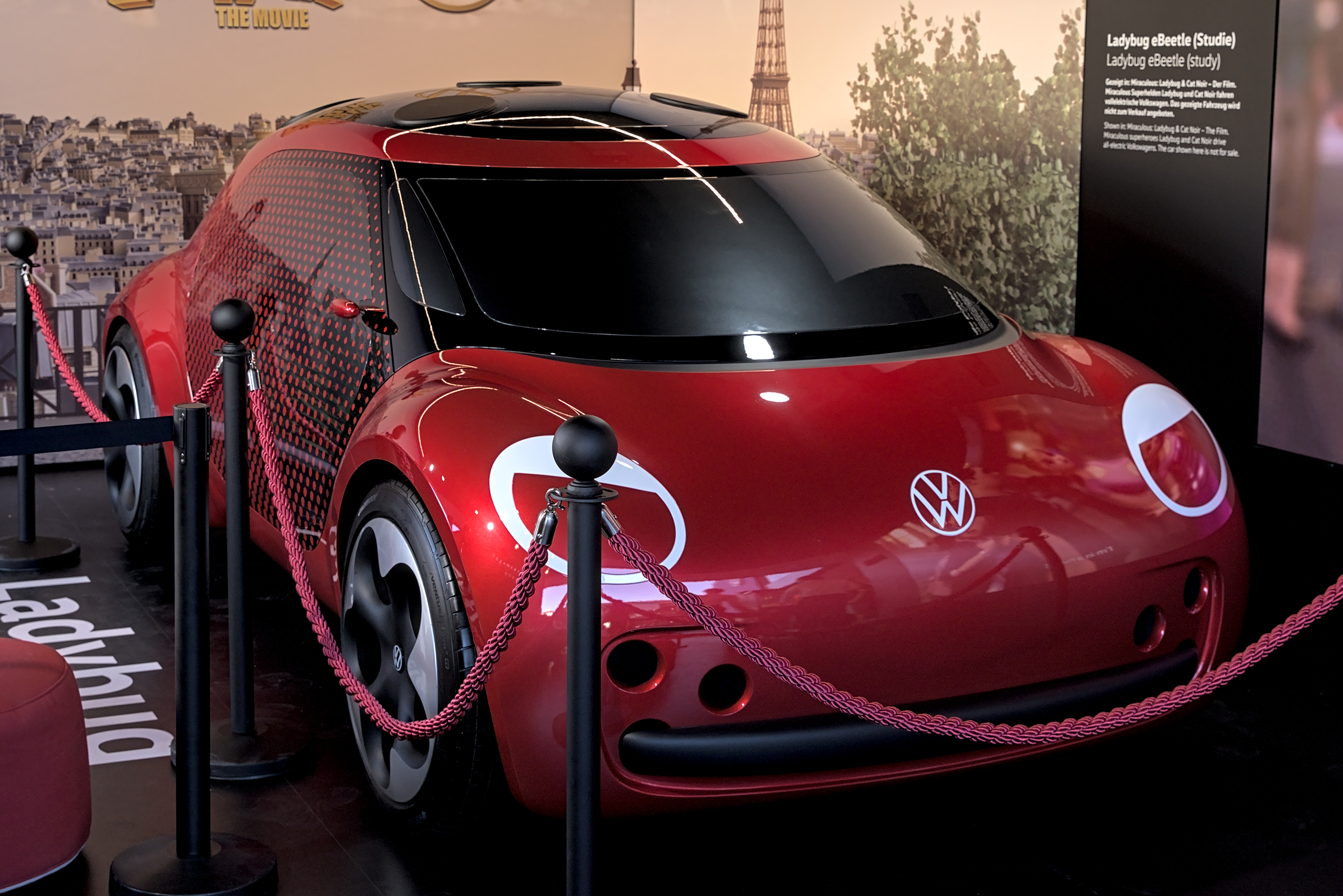
De speciale Ladybug Volkswagen-kever ontworpen voor de film. Een belangrijk deel van de opbrengsten bestaat niet uit bioscoopkaartjes maar uit merchandising en de reclameopbrengsten van streamingdiensten.

| Personage                        | Franse stem            | Engelstalige stem       | Nederlandstalige stem |
| -------------------------------- | ---------------------- | ----------------------- | --------------------- |
| Marinette Dupain-Cheng / Ladybug | Anouck Hautbois (stem) | Cristina Vee (stem)     | Randy Fokke           |
| Marinette Dupain-Cheng / Ladybug | Lou Jean (zang)        |                         | Randy Fokke           |
| Adrien Agreste / Chat Noir       | Benjamin Bollen (stem) | Bryce Papenbrook (stem) | Jonathan Demoor       |
| Adrien Agreste / Chat Noir       | Elliott Schmitt (zang) | Ryan Drew Scott (zang)  | Jonathan Demoor       |
| Gabriel Agreste / Le Papillon    | Antoine Tomé           | Keith Silverstein       | Joost Claes           |
| Tikki                            | Marie Nonnenmacher     | Mela Lee                | Lizemijn Libgott      |
| Plagg                            | Thierry Kazazian       | Max Mittelman           | Pepijn Koolen         |
| Tom Dupain                       | Martial Le Minoux      | Christopher Smith       | Simon Zwiers          |
| Sabine Cheng                     | Jessie Lambotte        | Anne Yatco              | Jannemien Cnossen     |
| Alya Césaire                     | Fanny Bloc             | Carrie Keranen          | Jeske van de Staak    |
| Nino Lahiffe                     | Alexandre Nguyen       | Zeno Robinson           | Enzo Coenen           |
| Chloé Bourgeois                  | Marie Chevalot         | Selah Victor            | Shanna Chatterjee     |

## Productie
Miraculous, le film ging op 11 juni 2023 in première in Le Grand Rex in Parijs. De film kreeg gemengde kritieken van de Franse filmcritici. Men prees de vormgeving en de actiescènes maar was teleurgesteld door het ontbreken van nieuwe plotelementen en het imiteren van de romantische Disneystijl van musicalfilms zonder de absurde humor en onderliggende maatschappijkritiek die de televisieserie kenmerkt.